# Matthias Mieses

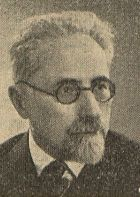
Matthias Mieses, 1939

Matthias Mieses (geboren 1885 in Przemyśl, Galizien, Österreich-Ungarn; gestorben 1945 auf dem Marsch zum KZ Gleiwitz), auch polnisch: Mateusz; hebräisch: Matisyahu Mizes oder Mizish, war ein polnischer Philologe, vergleichender Kulturhistoriker und Journalist.
Mieses stammte aus einer Familie jüdischer Aufklärer (hebräisch Maskilim). Er studierte Kultur- und Sprachwissenschaften und publizierte mehrere Werke zum Jiddischen, den jüdischen Dialekten, zu Schriftsprachen und zur polnischen Geschichte.
Bekannt wurde seine Rede auf der Konferenz für die jiddische Sprache, auch als Czernowitz-Konferenz bekannt, wo er eine Verteidigungsrede zugunsten des Jiddischen hielt, die insbesondere die Aufmerksamkeit von Jizchok Leib Perez erhielt. Er publizierte seine Werke in mehreren Sprachen.

## Veröffentlichungen
- Ha-Polanim veha-Yehudim (Die Polen und die Juden; 1905)
- Ha-‘Amim ha-‘atikim ve-Yisra’el (Die alten Nationen und Israel; 1909)
- Die Entstehungsursache der jüdischen Dialekte. R. Löwit, Wien 1915, Hamburg; Helmut Buske, 1979, Nachdr. d. Ausg. Wien 1915, ISBN 3-87118-392-X
- Germanen und Juden, - Wien : R. Löwit, 1917
- Die Gesetze der Schriftgeschichte, Wien : Braumüller, 1919
- Zur Rassefrage, Wien : Braumüller, 1919
- Der Ursprung des Judenhasses. Berlin : B. Harz, 1923
- Die jiddische Sprache: Eine historische Grammatik des Idioms der integralen Juden Ost- und Mitteleuropas. B. Harz, Berlin 1924 (Digitalisat)
- Psychologische Rudimente, Berlin : B. Harz, 1928
- Żydzi jako rolnicy w dawnej Polsce (Juden als Landwirte in der Polnischen Geschichte; 1938).
- Polacy-chrześcijanie pochodzenia żydowskiego (Christliche Polen von jüdischer Herkunft). 2 Bände, mit 315 Biographien, 1938